# Nijama
Nijama je soubor psychohygienických pouček nebo stupeň jogínského školení podle Pataňdžaliho systému.

## Obsah školení
Po prvních 5 příkazech jama obsahuj příkazy (chování k sobě):
- 6. šaučám			- čistota vnitřní i vnější
- 7. santóšam			- spokojenost
- 8. tapas			- sebekázeň
- 9. svadhjája			- studium písem
- 10. íšvar pranidhána	- uctívání pána (nabízení daru x přijímání jako dar)